# Хуан II од Арагона
Хуан II од Арагона (кат. Joan II d'Aragó, шп. Juan II de Aragón, араг. Chuan II d'Aragón; Медина дел Кампо, 29. јун 1397 — Барселона, 20. јун 1479) је био краљ Арагона, Валенсије, гроф Барселоне, краљ Сицилије, Мајорке, Сардиније (1458—1479) и Краљ Наваре (1425—1479).
Познат је под надимком Велики Био је син Фернанда I од Арагона и Елеоноре од Албукерка. На самрти 1479. године оставио је краљевину Навару кћерци Елеонори и њеном сину Франсискu Фебu.

## Владавина Наваром са Бланком I
Дана 6. новембра 1419. године Хуан се оженио Бланком I, кћерком краља Наваре Карла III Племенитог, и тако постао заједно са Бланком престолонаследник Наваре. 8. септембра 1425. године Карло је умро и Хуан, је са Бланком постао краљ Наваре. Тада су захладнели и Хуанови односи са братом, краљем Арагона.

## Побуна Карла IV, принца од Вијане
Након Бланкине смрти 1. априла 1441. године Хуан је оженио Хуану Енрикез, кастиљску племкињу, која му је родила сина Фернанда. Пошто је био у лошиом односима са својим сином Карлом, принцем од Вијане, (због тога што је 1451. године дигао побуну против Хуана и освојио град Естелу, али Хуан га је поразио и заробио у бици код Ајвара. Карло се ускоро ослободио и његов стриц Алфонсо V од Арагона га је помирио са оцем 1453. године), Хуан је планирао да Арагон остави свом Фернанду. Наварски племићи незадовљни Хуановом тиранијом су дигли побуну да би довели Карла на власт, коју је помагао кастиљски краљ Хуан II. Карло је побегао је у Напуљ свом стрицу, који га је подржавао и искључио Хуана из владе Арагона. У овом устанку Бланка II, на коју је Хуан био љут јер се удала за принца од Астурије, Енрикеа, је била на страни Карла и проглашена је краљицим Наваре, али није успела да обавља ту дужност јер ју је Хуан заробио. Једино дете из овог брака које је слушало Хуана, била је Леонор, удата за Гастона IV де Фоиша, њу је 1455. године Хуан прогласио за своју регенткињу у Навари.

## Хуан као de facto краљ Арагона
Хуан је заједно са својом снајом Маријом замењивао свог брата у Арагону, кад је био у одсуству у јужној Италији. Тада су завладала незадовољства у Арагону, па су 1445. године чак неки важни арагонски политичари отишли у јужну Италију да га зову краља да се врати, али краљ је одбио и изјавио да ће преместити престолницу у Напуљ. Повратак краља је међутим подржавао и Хуан, а у Арагону су ојачали они који су били против Алфонса. Хуан II од Кастиље је повећао порезе граду Олмеду, али град се побунио под вођством арагонских принчева, краљеве браће Хуана и Енрикеа. Хуан од Кастиље је отишао у град Медину дел Кампо да спреми инвазију на Олмедо. У бици код Олмеда 19. маја Алфонсова браћа су катастрофално поражена и једва су извукли живу главу, а млађи брат Енрике је умро 15. јуна од рана добијених у бици, док је старији брат Хуан провео 3 године враћајући поседе које је изгубио у бици. После те битке престао је Арагонски утицај у Кастиљи. Хуан од Наваре је пун жеље за освету над Кастиљом, али многи Арагонски и Наварски племићи па и сам краљ били су против рата. Године 1448. Хуанова жеља да се краљ врати је нестала.

## Почетак владавине Арагоном и потпун слом Карлове и Бланкине побуне
Када је Алфонсо умро 27. јуна 1458. године на власт у Арагону дошао је Хуан. Одмах по доласку на власт хтео искористити Бланку за своју, алијансу с Француском, чији је циљ био уклањање војводе Шарла I од Берија, најмлађег сина француског краља Шарла VII Победника. Бланка је то одбила, што је наљутило Хуана који ју је послао у Беарн, својој кћерци Леонор. Карло је 1460. године све своје поседе, у Навари, предао Хуану и тако добио помиловање и на управу Сицилију. После тога освојио је остатке Сардиније, који нису били под арагонском влашћу. Карло је спремао брак са кастиљском принцезом, али Хуана Енрикез је сазнала за то и пренела Хуану, који је дошао на Лериду, где се Карло налазио, и заробио га. То је изазвало незадовољство у земљи. Карло је оптужен за издају, али пошто Хуан није имао доказе да је Карло изадник дошло је до још већег незадовољства, па чак и до побуне Каталонаца. Кад је за то сазнао Хуан је у марту 1461. године дошао у Сарагосу, а одатле на југ, где је предао Карла Каталонцима, који су га прогласили за свог кнеза. Карло је умро 23. септембра, можда је и отрован од стране своје мећехе, а наследила га је сестра Бланка II, али она је умрла 2. децембра, сматра се да је отрована. Бланка је за свог наследника одабрала свог бившег мужа Енрикеа, али он Бланку није ни наследио, већ ју је наследила сестра Леонор, која се одрекла свих права не престо Наваре у очеву корист. Хуана је оптужена да је отровала Карла и због тога је 1462. године протерана из Барселоне.

## Каталонска побуна

### Фаза Каталонског успеха
Каталонци су одмах после протеривања зле краљице подигли побуну с циљем да оснују једну републику по узору на Млетачку и Ђеновшку републику. Доминиканац Хуан Гуаблес је проповедао да се на Карловом гробу дешавају чуда. Надбискуп Тарагоне је покушао да заустави побуну, као и други каталонски племићи, али побуњеници су преплавили целу земљу. Хуан је, кад је схватио да може да изгуби круну, склопио мир са Француском 1462. године, јер је непријатељство са Француском могло бити опасно. Одредбама мира Хуан је Француској предао области Русијон и Сердању. Хуан је склопио мир и са Кастиљом и Португалом. Под вођством грофа од Паљерса побуњеници су освојили Ђирону, али без замка у коме се налазила краљица са сином Фернандом. За то време Гастон је са Францусзима освојио побуњенички град Балагер. После тога почела је акција против побуњеничког града Тареге.

### Фаза Хуановог успеха
Многи побуњеници су почели да прелазе краљу. Краљева војска је, после неколико победа над побуњеницима, опсела Барселону, али нису успели да освоје град због зиме, храбре одбране побуњеника и кастиљског појачања од 2 500 војника, побуњеницима. Тарагона се са околином тада предала краљу. После тога је избио рат између Кастиље и Арагона, у коме је Арагон поражен и који је прекинут априла 1463. године, посредовањем француског краља. Одредбама мира Енрикеу, краљу Кастиље, је забрањено да шаље помоћ побуњеницима. Енрике је саветовао побуњеницима да се помире са краљем, али они нису то урадили, већ су Каталонију понудили португалском инфанту Педру од Коимбре, који је стигао у Барселону у јануару 1464. године, без новца, без војске и без подршке Португала. Педро је због тога морао да остане у Барселони, док је за то време Хуан освајао побуњеничке територије и у јулу освојио Љеиду. Хуан није био довољно енергичан у гушењу побуне, али 1465. године, побуну је угушио најмоћнија личност Наваре, Хуан де Бимонте.

### Нови устанак
После тога Педро је покушао једну акцију против Хуана, али Фернандо је извијевао победу над педром на пола пута између села Пратс де Реја и Калафа у тој бици је заробљено неколико вођа побуњеника. Побуњеничке тврђаве Сервера и Ампоста су се одржале, али 1466. године Педро је напрасно умро, а важна Тортоса се предала Хуану. После тога побуњеници су за свог вођу 1466. године одабрали Жан II од Лорене, праунука Ђоана I од Арагона. Хуан је на то одговорио склапањем савеза са Напуљем и папом. Жан је у Каталонију дошао 1467. године и подржавао га је француски краљ. Опсео је Ђирону, али Фернандо га је са својом армијом поразио. Када је добио појачање, Жан је поразио Фернанда у једној крвавој бици. Тада је уследила још једна Француска опсада Ђироне. Хуану се тада погоршао вид па није могао да помогне Фернанду да одбрани Ђирону, али после успешног лечења јеврејског лекара Крескаса Абијатира. Жан је на крају успео да освоји Ђирону, Бесалу и Емпорион.

### Устанак Гастона и Леонор
Гастон је 1468. године дошао у сукоб са градом Туделом, а Леонор се побунила против Хуана, затраживши круну за себе. Гастон је поражен, а Хуан је убио Леонориног саветника бискупа Памплоне. После тога Леонор је претрпела неколико малих пораза у Навари и смењена са положаја регента у Навари, а регент је постао њен најстарији син Гастон, принц од Вијане, али због његове смрти Леонор је врећена на место регента. До маја 1471. сукоби у Навари су били окончани.

### Крај побуне
Жан је отрован 16. децембра 1470. у Барселони и тада је почео тотални слом устанка. Арагонске снаге су превазене у Каталонију, где су 1471. године преотели од тврдоглавих побуњеника Ђирону, Емпурион и друге важне области. Велики број барона и витезова је одустало од устанка, али Барселона је остала под влашћу побуњеника. У град је дошао кардинал Борџија, кога је послао папа Сикст IV да посредује за мир. У Барселони је у то време дошло до сукоба између побуњеника и плаћеника, што је још обесхрабило побуњенике, па су они у октобру 1472. године почели преговоре о миру, који су се завршили 17. октобра, а сутра је краљ ушао у град.

## Хуанова превласт у Кастиљи
Енрике је био у сукобу са надбискупом Толеда и маркизом од Виљене. Надбискупа и маркиза су од 1464. године подржавали барони, адмирали Кастиље, а и сам Хуан. Устанак кастиљских племића почео је 1465. године, и на челу устанка је био Енрикеов брат Алфонсо. После дужих протеста Енрике за свог наследника проглашава брата Алфонса, али он умире у јулу 1468, а племићи га присиљавају да за своју наследницу, пошто су сумњали да је отац Хуане Белтранке прогласди сестру Изабелу. Хуан је кад је то сазнао одлучио да ожени Фернанда са Изабелом. Припреме за брак су дуго трајале, а венчање је одржано у октобру 1469. године у Ваљадолиду.

## Француско-арагонски рат
Истог дана када је ушао у Барселону Хуан је у савезу са градовима Перпињаном и Елном из освете напао француске градове Русијон и Сердању. Велики део француске војске је побегао из града и за три месеца су опсели Перпињан у коме се налазио Хуан. Луј је током 1473. године почео преговоре за мир са Хуаном. Од тих преговора користи би само могао имати Луј, јер је због преговора он имао времена да скупи војску. Преговора, међутим, није ни било, јер је Луј утамничио Хуанове изасланике, који су били дошли на преговоре у Француску. У лето 1474. године рат се наставио и то искључиво у Лујову корист, јер је француска војска из Русијона освојила све арагонске важне градове до Пиринеја. У марту 1475. године Французи су искористили сукобе међу арагонским баронима и освојили Перпињан. После тога у априлу је завладао мир, који је трајао до септембра.

## Наставак Француско-арагонског рата и кастиљски грађански рат
Енрике је умро 11. децембра 1474. године у Мадриду, а за наследника је одабрао малолетну Хуану Белтранку. 1475. године Хуана се удала за Алфонса V од Португалије. Алфонсо је пошто је имао право на кастиљски престо, у савезу са Французима, напао Кастиљу и у први мах је поразио Фернанда у бици код Тороа 1476. године. Французи су том приликом упали у Баскију, где су нанели још један пораз Фернанду. У октобру 1478. Хуан је склопио коначан мир са Француском. Одредбама мира морао је да се повуче из целе Каталоније, а градови Русијон и Сердања морали су да остану у Француским рикама док Хуан не скупи новац да их откупи.
Умро је 20. јуна 1479. године. После његове смрти Навара се одцепила од Арагона. Исте године завршио са кастиљски грађански рат и то победом Фернанда, па се Арагон се спојио са Кастиљом.

## Породично стабло
|  |                                                  |  |  |  |  |  |  |  |  |  |  |  |  |  |  |  |
|  | 16. Алфонсо XI од Кастиље (=12)                  |  |  |  |  |  |  |  |  |  |  |  |  |  |  |  |
|  |                                                  |  |  |  |  |  |  |  |  |  |  |  |  |  |  |  |
|  |                                                  |  |  |  |  |  |  |  |  |  |  |  |  |  |  |  |
|  | 8. Енрике II од Кастиље                          |  |  |  |  |  |  |  |  |  |  |  |  |  |  |  |
|  |                                                  |  |  |  |  |  |  |  |  |  |  |  |  |  |  |  |
|  |                                                  |  |  |  |  |  |  |  |  |  |  |  |  |  |  |  |
|  | 17. Eleanor of Guzmán (=13)                      |  |  |  |  |  |  |  |  |  |  |  |  |  |  |  |
|  |                                                  |  |  |  |  |  |  |  |  |  |  |  |  |  |  |  |
|  |                                                  |  |  |  |  |  |  |  |  |  |  |  |  |  |  |  |
|  | 4. Хуан I од Кастиље                             |  |  |  |  |  |  |  |  |  |  |  |  |  |  |  |
|  |                                                  |  |  |  |  |  |  |  |  |  |  |  |  |  |  |  |
|  |                                                  |  |  |  |  |  |  |  |  |  |  |  |  |  |  |  |
|  | 18. Хуан Мануел од Кастиље, кнез од Вилене (=26) |  |  |  |  |  |  |  |  |  |  |  |  |  |  |  |
|  |                                                  |  |  |  |  |  |  |  |  |  |  |  |  |  |  |  |
|  |                                                  |  |  |  |  |  |  |  |  |  |  |  |  |  |  |  |
|  | 9. Хуана Мануел од Кастиље                       |  |  |  |  |  |  |  |  |  |  |  |  |  |  |  |
|  |                                                  |  |  |  |  |  |  |  |  |  |  |  |  |  |  |  |
|  |                                                  |  |  |  |  |  |  |  |  |  |  |  |  |  |  |  |
|  | 19. Blanca de La Cerda y Lara (=27)              |  |  |  |  |  |  |  |  |  |  |  |  |  |  |  |
|  |                                                  |  |  |  |  |  |  |  |  |  |  |  |  |  |  |  |
|  |                                                  |  |  |  |  |  |  |  |  |  |  |  |  |  |  |  |
|  | 2. Фернандо I од Арагона                         |  |  |  |  |  |  |  |  |  |  |  |  |  |  |  |
|  |                                                  |  |  |  |  |  |  |  |  |  |  |  |  |  |  |  |
|  |                                                  |  |  |  |  |  |  |  |  |  |  |  |  |  |  |  |
|  | 20. Алфонсо IV од Арагона                        |  |  |  |  |  |  |  |  |  |  |  |  |  |  |  |
|  |                                                  |  |  |  |  |  |  |  |  |  |  |  |  |  |  |  |
|  |                                                  |  |  |  |  |  |  |  |  |  |  |  |  |  |  |  |
|  | 10. Пере IV од Арагона                           |  |  |  |  |  |  |  |  |  |  |  |  |  |  |  |
|  |                                                  |  |  |  |  |  |  |  |  |  |  |  |  |  |  |  |
|  |                                                  |  |  |  |  |  |  |  |  |  |  |  |  |  |  |  |
|  | 21. Тереза да Ентенса                            |  |  |  |  |  |  |  |  |  |  |  |  |  |  |  |
|  |                                                  |  |  |  |  |  |  |  |  |  |  |  |  |  |  |  |
|  |                                                  |  |  |  |  |  |  |  |  |  |  |  |  |  |  |  |
|  | 5. Елеонора Арагонска                            |  |  |  |  |  |  |  |  |  |  |  |  |  |  |  |
|  |                                                  |  |  |  |  |  |  |  |  |  |  |  |  |  |  |  |
|  |                                                  |  |  |  |  |  |  |  |  |  |  |  |  |  |  |  |
|  | 22. Петар II Сицилијански                        |  |  |  |  |  |  |  |  |  |  |  |  |  |  |  |
|  |                                                  |  |  |  |  |  |  |  |  |  |  |  |  |  |  |  |
|  |                                                  |  |  |  |  |  |  |  |  |  |  |  |  |  |  |  |
|  | 11. Елеонора од Сицилије                         |  |  |  |  |  |  |  |  |  |  |  |  |  |  |  |
|  |                                                  |  |  |  |  |  |  |  |  |  |  |  |  |  |  |  |
|  |                                                  |  |  |  |  |  |  |  |  |  |  |  |  |  |  |  |
|  | 23. Елизабета од Корушке                         |  |  |  |  |  |  |  |  |  |  |  |  |  |  |  |
|  |                                                  |  |  |  |  |  |  |  |  |  |  |  |  |  |  |  |
|  |                                                  |  |  |  |  |  |  |  |  |  |  |  |  |  |  |  |
|  | 1. Хуан II од Арагона                            |  |  |  |  |  |  |  |  |  |  |  |  |  |  |  |
|  |                                                  |  |  |  |  |  |  |  |  |  |  |  |  |  |  |  |
|  |                                                  |  |  |  |  |  |  |  |  |  |  |  |  |  |  |  |
|  | 24. Фернандо IV од Кастиље                       |  |  |  |  |  |  |  |  |  |  |  |  |  |  |  |
|  |                                                  |  |  |  |  |  |  |  |  |  |  |  |  |  |  |  |
|  |                                                  |  |  |  |  |  |  |  |  |  |  |  |  |  |  |  |
|  | 12. Алфонсо XI од Кастиље                        |  |  |  |  |  |  |  |  |  |  |  |  |  |  |  |
|  |                                                  |  |  |  |  |  |  |  |  |  |  |  |  |  |  |  |
|  |                                                  |  |  |  |  |  |  |  |  |  |  |  |  |  |  |  |
|  | 25. Констанца од Португала                       |  |  |  |  |  |  |  |  |  |  |  |  |  |  |  |
|  |                                                  |  |  |  |  |  |  |  |  |  |  |  |  |  |  |  |
|  |                                                  |  |  |  |  |  |  |  |  |  |  |  |  |  |  |  |
|  | 6. Санчо Алфонсо, 1. гроф од Албуркерка          |  |  |  |  |  |  |  |  |  |  |  |  |  |  |  |
|  |                                                  |  |  |  |  |  |  |  |  |  |  |  |  |  |  |  |
|  |                                                  |  |  |  |  |  |  |  |  |  |  |  |  |  |  |  |
|  | 26. Хуан Мануел од Кастиље, кнез од Вилене (=18) |  |  |  |  |  |  |  |  |  |  |  |  |  |  |  |
|  |                                                  |  |  |  |  |  |  |  |  |  |  |  |  |  |  |  |
|  |                                                  |  |  |  |  |  |  |  |  |  |  |  |  |  |  |  |
|  | 13. Eleanor of Guzman                            |  |  |  |  |  |  |  |  |  |  |  |  |  |  |  |
|  |                                                  |  |  |  |  |  |  |  |  |  |  |  |  |  |  |  |
|  |                                                  |  |  |  |  |  |  |  |  |  |  |  |  |  |  |  |
|  | 27. Blanca de La Cerda y Lara (=19)              |  |  |  |  |  |  |  |  |  |  |  |  |  |  |  |
|  |                                                  |  |  |  |  |  |  |  |  |  |  |  |  |  |  |  |
|  |                                                  |  |  |  |  |  |  |  |  |  |  |  |  |  |  |  |
|  | 3. Елеонора од Албукерка                         |  |  |  |  |  |  |  |  |  |  |  |  |  |  |  |
|  |                                                  |  |  |  |  |  |  |  |  |  |  |  |  |  |  |  |
|  |                                                  |  |  |  |  |  |  |  |  |  |  |  |  |  |  |  |
|  | 28. Афонсо IV Португалски                        |  |  |  |  |  |  |  |  |  |  |  |  |  |  |  |
|  |                                                  |  |  |  |  |  |  |  |  |  |  |  |  |  |  |  |
|  |                                                  |  |  |  |  |  |  |  |  |  |  |  |  |  |  |  |
|  | 14. Педро I Португалски                          |  |  |  |  |  |  |  |  |  |  |  |  |  |  |  |
|  |                                                  |  |  |  |  |  |  |  |  |  |  |  |  |  |  |  |
|  |                                                  |  |  |  |  |  |  |  |  |  |  |  |  |  |  |  |
|  | 29. Беатрис од Кастиље                           |  |  |  |  |  |  |  |  |  |  |  |  |  |  |  |
|  |                                                  |  |  |  |  |  |  |  |  |  |  |  |  |  |  |  |
|  |                                                  |  |  |  |  |  |  |  |  |  |  |  |  |  |  |  |
|  | 7. Беатрис од Португала                          |  |  |  |  |  |  |  |  |  |  |  |  |  |  |  |
|  |                                                  |  |  |  |  |  |  |  |  |  |  |  |  |  |  |  |
|  |                                                  |  |  |  |  |  |  |  |  |  |  |  |  |  |  |  |
|  | 30. Pedro Fernandez de Castro                    |  |  |  |  |  |  |  |  |  |  |  |  |  |  |  |
|  |                                                  |  |  |  |  |  |  |  |  |  |  |  |  |  |  |  |
|  |                                                  |  |  |  |  |  |  |  |  |  |  |  |  |  |  |  |
|  | 15. Инес од Кастра                               |  |  |  |  |  |  |  |  |  |  |  |  |  |  |  |
|  |                                                  |  |  |  |  |  |  |  |  |  |  |  |  |  |  |  |
|  |                                                  |  |  |  |  |  |  |  |  |  |  |  |  |  |  |  |
|  | 31. Aldonza Lorenzo de Valladares                |  |  |  |  |  |  |  |  |  |  |  |  |  |  |  |
|  |                                                  |  |  |  |  |  |  |  |  |  |  |  |  |  |  |  |
|  |                                                  |  |  |  |  |  |  |  |  |  |  |  |  |  |  |  |